# 密花玉叶金花
密花玉叶金花（学名：Mussaenda densiflora），为茜草科玉叶金花属下的一个植物种。